# Elecciones federales de México de 1994
Las elecciones federales de México de 1994 oficialmente denominadas Proceso Electoral 1993-1994 se llevaron a cabo el domingo 21 de agosto de 1994, y en ellas fueron elegidos a nivel federal:
- Presidente de la República. Jefe de Estado y de Gobierno electo para un periodo de seis años no reelegibles en ningún caso, y que comenzó su gobierno el 1 de diciembre de 1994. El candidato electo fue Ernesto Zedillo Ponce de León.
- 96 Senadores. Miembros de la cámara alta del Congreso de la Unión, 3 senadores por cada una de las 32 entidades federativas, electos por el principio de mayoría relativa (2 por entidad) y por la primera minoría (1 por entidad) . Los senadores son electos de manera directa por un periodo de seis años que comenzó el 1 de septiembre de 1994.
- 500 Diputados Federales. Miembros de la cámara baja del Congreso de la Unión, 300 elegidos de manera directa por cada distrito uninominal y 200 elegidos indirectamente a través de un sistema de listas nacionales por cada una de las 5 circunscripciones en las que se divide el país, todos por un periodo de tres años, que comenzó el 1 de septiembre de 1994.

## Contexto
Las elecciones se llevaron a cabo en un ambiente político tenso tras el alzamiento del Ejército Zapatista de Liberación Nacional (EZLN) el 1 de enero de ese año en Chiapas. La insurgencia golpeó gravemente la imagen que el Gobierno quería retratar de un país desarrollado y avanzado, y puso de relieve los efectos negativos de las reformas neoliberales promulgadas por el gobierno de Carlos Salinas de Gortari.
En los últimos seis años, el Partido Acción Nacional (PAN), de oposición de derecha, había ganado muchas elecciones estatales y era visto como un serio aspirante a la presidencia en 1994. Por otro lado, el Partido de la Revolución Democrática de izquierda (PRD), si bien construyó una amplia base social, no logró ganar ninguna gobernación estatal, lo que sus líderes atribuyeron a la represión y el fraude electoral del gobierno federal controlado por el PRI.

## Campaña

### Nominaciones

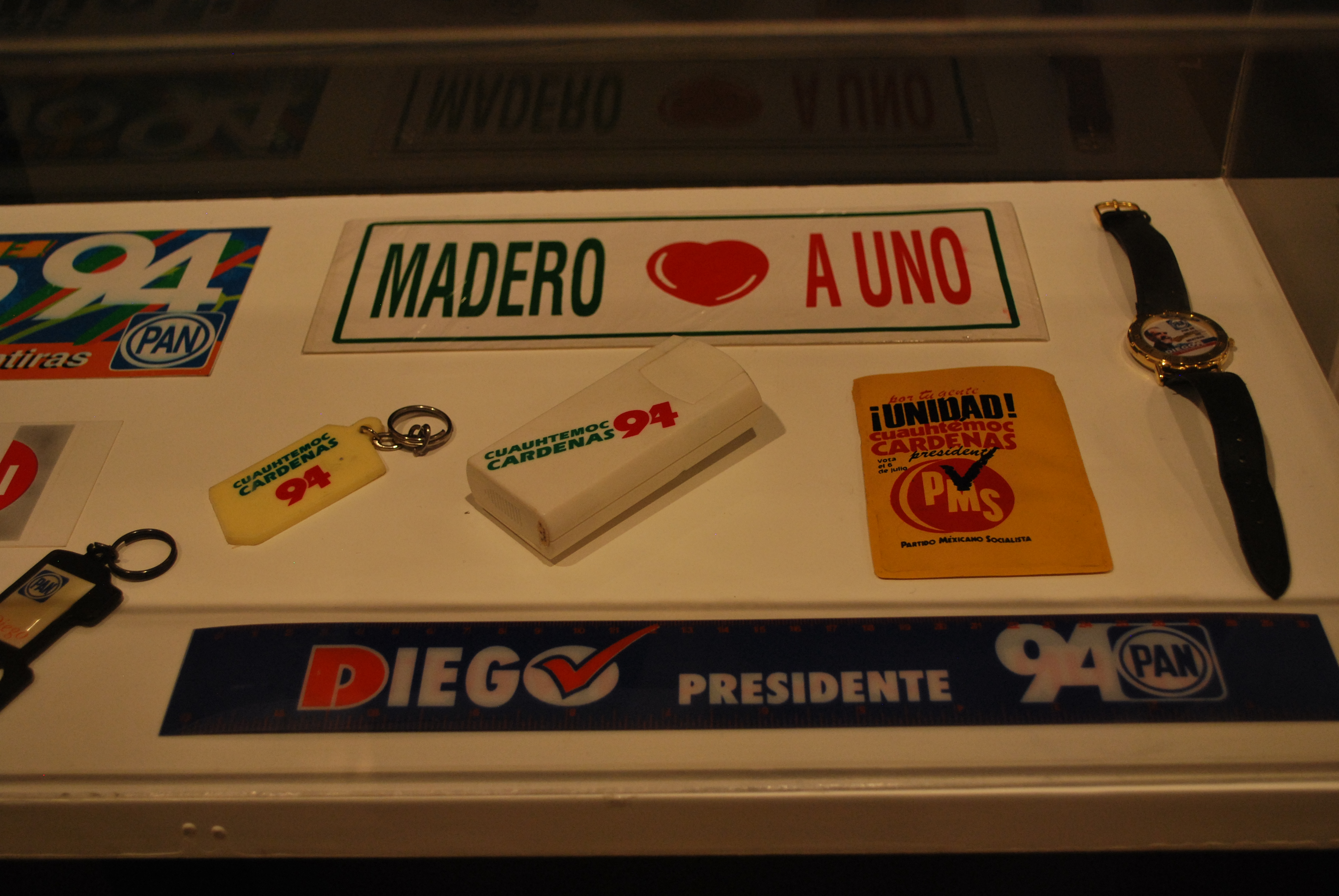
Objetos de campaña de otros candidatos

Luis Donaldo Colosio obtuvo la candidatura presidencial bajo el procedimiento informal conocido como "destape", acostumbrado durante los gobiernos priistas en México. En él, aproximadamente un año y medio antes de la fecha de las elecciones, se empezaban a manejar en los medios de comunicación los nombres de quienes podían obtener la nominación del PRI, todos pertenecientes al gabinete del presidente en turno, porque era este quien en realidad designaba directamente al candidato a través del mecanismo conocido como dedazo. Durante casi sesenta años, al tratarse de un sistema prácticamente unipartidista, al "destapado" se le consideraba como el nuevo presidente y la campaña se afrontaba como un mero trámite. Ello explica parte del gran daño sistémico que el atentado causaría al régimen político mexicano: aunque ya en 1988 se había presentado un proceso electoral lo suficientemente competido que incluso se presume fue fraudulento, Colosio era visto como el sucesor de Carlos Salinas.
El "destape" de 1993 cumplió puntualmente con todas las reglas no escritas: el PRI anunció el apoyo de los sectores obrero, campesino y popular a favor de Colosio, secretario de Desarrollo Social, el 28 de noviembre de ese año. Aunque se manejaron varios nombres más, se considera que los otros precandidatos "finalistas" fueron Pedro Aspe Armella, secretario de Hacienda (SHCP), y Manuel Camacho Solís, titular del Departamento del Distrito Federal (DDF). En los reacomodos políticos posteriores a la designación, Aspe continuó en la SHCP; Camacho renunció al DDF en represalia por no haber obtenido la nominación, aunque luego aceptó hacerse cargo de la Secretaría de Relaciones Exteriores (SRE), y Zedillo fue nombrado por Colosio coordinador de su campaña electoral, en un movimiento operado por José María Córdoba que se vio como un intento de Salinas por imponer su proyecto político. En algunos casos, el candidato presidencial priista nombraba como coordinador de campaña a quien sería su sucesor al terminar el sexenio. Esa regla se cumplió con Carlos Salinas y Luis Donaldo Colosio, quienes nombraron como sus coordinadores a Colosio y Ernesto Zedillo, respectivamente. Aunque existen indicios de que la llegada de Zedillo al equipo colosista fue una imposición de Salinas, este último sostiene que fue el propio candidato quien lo solicitó.
El PAN eligió a Diego Fernández de Cevallos como su candidato a través de una convención interna.
Cuauhtémoc Cárdenas se postuló nuevamente para la presidencia, esta vez como candidato del PRD, partido que fundó en 1989.
Otros seis partidos presentaron sus propios candidatos.

### Inicios de campaña
En los primeros meses de la campaña, el candidato del PRI Colosio expresó su descontento con la gestión de su campaña, ya que las encuestas indicaron que su apoyo popular era mucho menor que el de los candidatos potenciales del PRI. La campaña de Colosio carecía de financiamiento y tuvo problemas para lograr cobertura mediática a raíz del levantamiento zapatista en Chiapas. Debido a este mal desempeño, la dirección del PRI consideró reemplazar a Colosio como candidato presidencial. Al mismo tiempo, la popularidad de Camacho iba en aumento debido a su papel de mediador en el conflicto zapatista, y se rumoreaba que podría reemplazar a Colosio como candidato presidencial. En un momento, el presidente Salinas tuvo que decirle a los medios 'No se hagan bolas, el candidato es Colosio'.

### El discurso del 6 de marzo
Colosio y su equipo decidieron relanzar la campaña en la ceremonia del 6 de marzo, en un evento de masas en el Monumento a la Revolución. Numerosos analistas políticos afirman, que el discurso que leyó ese domingo significó un punto de ruptura de Colosio con Salinas de Gortari, como una suerte de separación padre-hijo; los más suspicaces, que fue su sentencia de muerte.
Con un componente emotivo inspirado en el «Yo tengo un sueño» de Martin Luther King, ideológicamente el discurso no se alejó de las tesis del liberalismo social esgrimidas por el salinismo desde 1988, enfatizando valores como democracia, reforma política, nuevo federalismo y soberanía. Lo políticamente significativo fue que propuso un distanciamiento del PRI con el gobierno, estableciendo límites constitucionales al presidencialismo dándole más facultades al Congreso de la Unión, lo que significaba una reforma profunda al sistema político e implícitamente criticaba y representaba un rompimiento de Colosio con el régimen que lo había encumbrado.
Aunque es creencia popular que ese discurso le costó la vida, en el pasado Colosio ya había criticado al presidencialismo. En 1990, cuando era dirigente nacional del PRI, durante un evento multitudinario realizado en el Palacio de los Deportes de la Ciudad de México, llamó a "poner punto final a la perversión política de las decisiones cupulares y centralizadas, la imposición y la antidemocracia". En el marco de la 14 Asamblea Nacional de PRI, expresó su deseo de "transformar nuestro partido para que prevalezcan los métodos democráticos, se desechen el autoritarismo, la política burocrática, los dogmatismos y la arbitrariedad".
El 19 de marzo, Ernesto Zedillo (entonces coordinador de la campaña de Colosio) envió una carta a Colosio en la que parecía insinuar un distanciamiento entre el presidente Salinas de Gortari y el candidato. Entre otros puntos, Zedillo advertía en su carta la existencia de "claras deficiencias en el Partido y el equipo de campaña", afirmaba que "la prioridad del Señor Presidente es concluir satisfactoriamente su mandato" y que "él debe pensar que su parte más importante -la de, en su oportunidad, apoyar tu candidatura- ya la cumplió, y que con ese impulso inicial la tarea por cumplir es esencialmente tuya", por lo cual sugirió establecer "clara y precisamente una alianza política con el Señor Presidente", y que en el futuro "cada vez que haya que señalar tareas pendientes y deficiencias del gobierno, mediará notificación previa y se será receptivo a observaciones sobre la forma de decirlo". Asimismo, Zedillo expresaba una gran desconfianza hacia Camacho Solís por el papel protagónico que estaba adquiriendo como mediador en el conflicto de Chiapas, y afirmó que buscaba sustituir al candidato priísta o bien convertirse en un líder opositor luego de las elecciones.
El 22 de marzo, el propio Camacho manifestó que no le interesaba ser candidato del PRI, sino que se enfocaba en el conflicto de Chiapas. Al día siguiente de la declaración de Camacho, Colosio sería asesinado.

### Asesinato de Colosio

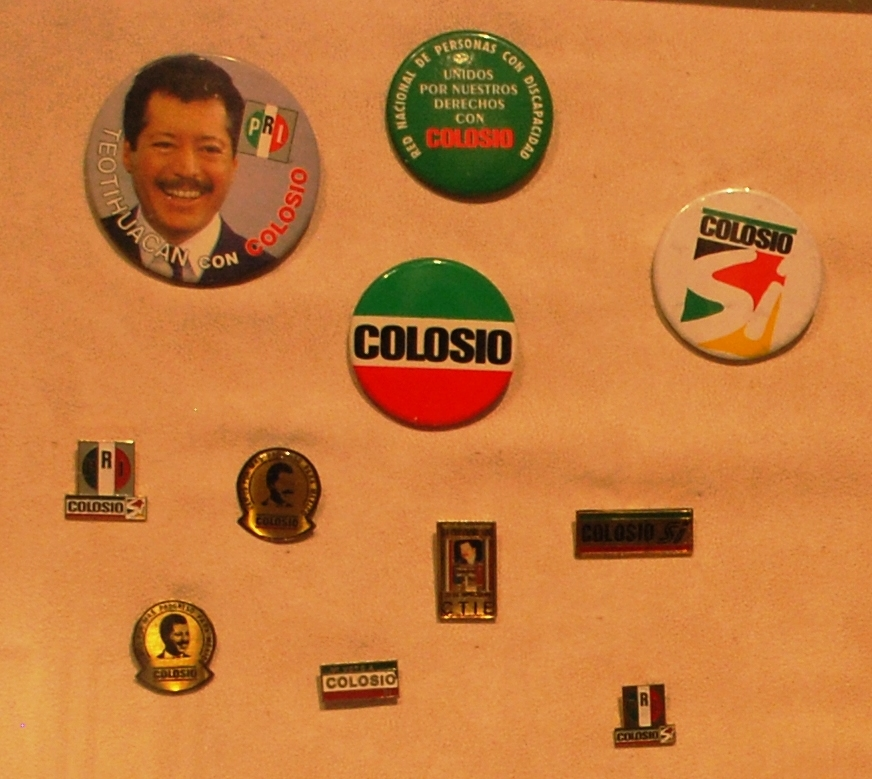
Botones de campaña de Colosio.

A las 5:12 p. m. PST del 23 de marzo, en un mitin de campaña en Lomas Taurinas, un barrio pobre de Tijuana, Colosio recibió un disparo en la cabeza con un Taurus calibre .38 de Mario Aburto Martínez a una distancia de pocos centímetros. Colosio colapsó y fue trasladado de urgencia al hospital principal de la ciudad después de que se cancelaran los planes de llevarlo a un hospital estadounidense. Su muerte fue anunciada unas horas después en medio de informes inconsistentes de testigos. El asesinato de Colosio fue el primer magnicidio ocurrido en México desde el asesinato de Álvaro Obregón en 1928.
El asesinato tuvo un profundo impacto en la opinión pública mexicana, ya tumultuosa por el conflicto en Chiapas.
Persisten varias teorías de conspiración sobre el asesinato, entre ellas que fue orquestado por narcotraficantes. Sin embargo, la teoría más aceptada entre el pueblo mexicano es que fue traicionado por su propio partido y que el asesinato fue orquestado por altos miembros del PRI, incluido el presidente Salinas, ya que Colosio había comenzado a rechazar la agenda política de Salinas.

#### El asesino, Mario Aburto Martínez
El tirador, Mario Aburto Martínez, fue detenido en el lugar y nunca vaciló en su relato de que había actuado solo. No obstante, muchas teorías aún rodean el asesinato. Las autoridades fueron criticadas por su mal manejo de Aburto, después de haberlo afeitado, bañado y cortado el pelo de la cárcel antes de mostrárselo a los medios, lo que generó rumores sobre si un hombre que lucía tan diferente al detenido era realmente el asesino. Colosio recibió tres heridas de bala, y nunca estuvo claro si las pudo haber hecho una sola persona o no. El caso se cerró oficialmente después de que varios fiscales lo investigaran, pero después de los muchos malos manejos de la investigación y las versiones contradictorias, la controversia continúa. Aburto permanece encarcelado en la instalación de alta seguridad de La Palma en Almoloya de Juárez.

### Selección del nuevo candidato del PRI

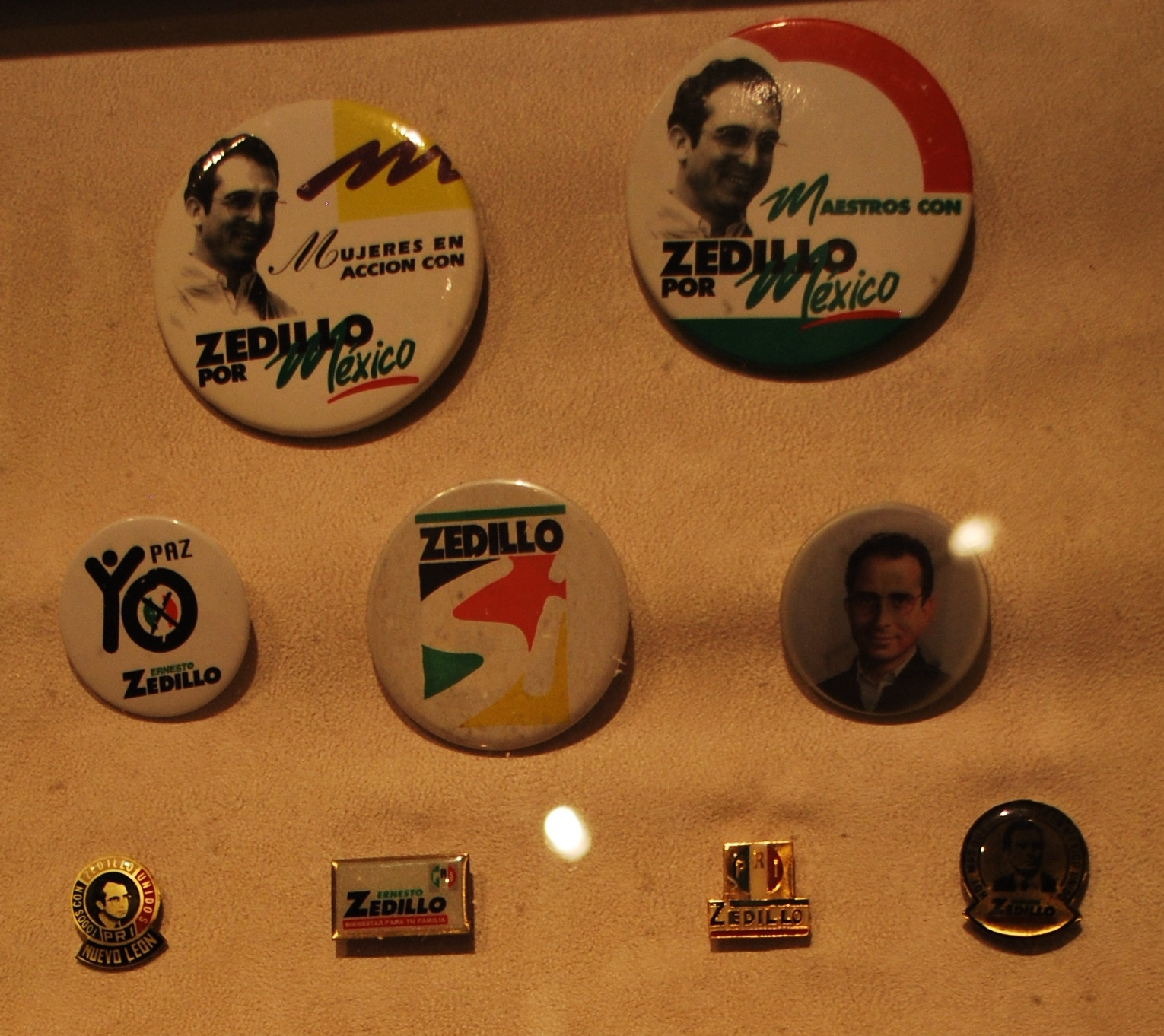
Botones de campaña de Zedillo.

El presidente Salinas declaró tres días de duelo nacional tras la muerte de Colosio, mientras que todos los candidatos de la oposición lamentaron el asesinato y pidieron el fin de la violencia política.
Posteriormente, muchos priistas buscaron reemplazar al candidato muerto. Al final, el presidente Salinas eligió a Ernesto Zedillo, quien había sido el director de campaña de Colosio, como el nuevo candidato presidencial del PRI. Zedillo había sido secretario de Educación, un ministerio relativamente sin importancia; había renunciado para dirigir la campaña de Colosio. Zedillo nunca había ocupado un cargo electivo, compartiendo ese rasgo con muchos presidentes anteriores, pero Zedillo no tenía otra experiencia política. Fue percibido como un candidato débil. Se especuló que Salinas deseaba perpetuar su poder como lo hizo Plutarco Elías Calles a raíz del asesinato en 1928 del presidente electo Álvaro Obregón, quien controlaba a los presidentes sucesores.

### Debates televisados
Por primera vez en la historia de México, la campaña de 1994 contó con debates electorales televisados entre los candidatos presidenciales. El 12 de mayo, los tres principales contendientes Zedillo, Fernández de Cevallos y Cárdenas participaron en el primer debate presidencial en la historia de México. Una audiencia estimada de 34 millones vio el debate. Las encuestas posteriores al debate indicaron que el candidato del PAN, Diego Fernández de Cevallos, había derrotado a los otros dos candidatos y se había vuelto capaz de derrotar al candidato del PRI en las elecciones.  Una encuesta telefónica realizada por la Oficina de la Presidencia de la República Mexicana días después del debate da cuenta de la amplia percepción popular de la victoria de Cevallos en el debate, así como de la decepcionante participación de Zedillo y la ínfima recepción que tuvo la participación de Cárdenas:
| Candidato | %     |
| --- | ----- |
| Cuauhtémoc Cárdenas Solórzano                                                                                       | 1.9%  |
| Diego Fernández de Cevallos                                                                                         | 54.6% |
| Ernesto Zedillo Ponce de León                                                                                       | 16.9% |
| Ninguno / no sabe / no vio el debate                                                                                | 26.6% |
| Encuesta recuperada del Acervo de Opinión Pública de la Oficina de la Presidencia de la República Mexicana del CIDE |       |

Sin embargo, a raíz del debate Fernández de Cevallos pareció disminuir su presencia mediática, y Zedillo continuó en el primer lugar en las encuestas; por otro lado, las encuestas también indicaron que Zedillo podría ganar con menos del 50% del voto popular, algo inédito para un candidato del PRI (sin contar las polémicas elecciones anteriores en las que el PRI fue acusado de fraude).
Después del debate del 12 de mayo entre los tres principales contendientes, también hubo un debate entre los candidatos presidenciales de partidos más pequeños.

## Encuestas[13]
| Encuestadora | Fecha      | PRI                                    | PAN                                    | PRD                                    | Otros                                  | Indecisos                              | Muestra                                |
| ------------ | ---------- | -------------------------------------- | -------------------------------------- | -------------------------------------- | -------------------------------------- | -------------------------------------- | -------------------------------------- |
| GEO/ETC      | 24/01/1994 | 49%                                    | 8%                                     | 13%                                    | 2%                                     | 28%                                    | 1,100                                  |
| GEO/ETC      | 20/03/1994 | 49%                                    | 10%                                    | 12%                                    | 5%                                     | 24%                                    | 1,100                                  |
|              | 23/03/1994 | Asesinato de Colosio                   | Asesinato de Colosio                   | Asesinato de Colosio                   | Asesinato de Colosio                   | Asesinato de Colosio                   | Asesinato de Colosio                   |
| GEO/ETC      | 10/04/1994 | 46%                                    | 10%                                    | 12%                                    | 7%                                     | 26%                                    | 1,100                                  |
|              | 12/05/1994 | Primer debate de la historia de México | Primer debate de la historia de México | Primer debate de la historia de México | Primer debate de la historia de México | Primer debate de la historia de México | Primer debate de la historia de México |
| V. Voto      | 17/05/1994 | 48%                                    | 26%                                    | 9%                                     | 4%                                     | 13%                                    | 1,500                                  |
| GEO/ETC      | 22/05/1994 | 39%                                    | 26%                                    | 12%                                    | 6%                                     | 18%                                    | 1,100                                  |
| Reforma      | 06/06/1994 | 41%                                    | 29%                                    | 9%                                     | 3%                                     | 18%                                    | 2,200                                  |
| V. Voto      | 18/06/1994 | 41%                                    | 21%                                    | 8%                                     | 2%                                     | 28%                                    | 1,500                                  |
| GEO/ETC      | 19/06/1994 | 52%                                    | 29%                                    | 8%                                     | 3%                                     | 8%                                     | 1,500                                  |
| CNA/EPI      | 19/06/1994 | 44%                                    | 24%                                    | 11%                                    | 8%                                     | 13%                                    | 1,100                                  |
| CNIRT        | 07/07/1994 | 43%                                    | 22%                                    | 10%                                    | 4%                                     | 21%                                    | 2,500                                  |
| GEO/ETC      | 19/07/1994 | 47%                                    | 17%                                    | 11%                                    | 8%                                     | 17%                                    | 1,100                                  |
| V. Voto      | 28/07/1994 | 47%                                    | 17%                                    | 8%                                     | 3%                                     | 25%                                    | 1,500                                  |
| Reforma      | 29/07/1994 | 47%                                    | 17%                                    | 9%                                     | 2%                                     | 25%                                    | 2,000                                  |
| El País      | 01/08/1994 | 40%                                    | 21%                                    | 11%                                    | 6%                                     | 22%                                    | 1,500                                  |
| Belden       | 03/08/1994 | 46%                                    | 19%                                    | 9%                                     | 8%                                     | 18%                                    | 1,500                                  |
| CNIRT        | 07/08/1994 | 44%                                    | 19%                                    | 11%                                    | 4%                                     | 22%                                    | 2,500                                  |
| GEO/ETC      | 07/08/1994 | 42%                                    | 24%                                    | 11%                                    | 5%                                     | 19%                                    | 1,100                                  |

## Elección presidencial de 1994
Aunque no se llegó a los niveles de tensión de 1988, la mayoría de los analistas políticos coinciden en que la gente votó por la continuidad del partido en el gobierno como una forma de contrarrestar su miedo a la desestabilización del país después de cinco años percibidos como de progreso en el gobierno de Carlos Salinas de Gortari.

### Resultados electorales
Los candidatos que participaron en la elección presidencial de 1994 y los resultados que obtuvieron fueron los siguientes:
|  | 48.69 % |

|  | 25.92 % |

|  | 16.59 % |

|  | 2.75 % |

|  | 0.93 % |

|  | 0.84 % |

|  | 0.55 % |

|  | 0.47 % |

|  | 0.28 % |

|  | 0.12 % |

|  | 100.00 % |

|  | 2.86 % |

|  | 100.00 % |

|  | 77.16 % |

Fuente: Instituto Federal Electoral

#### Resultado por estado
| Estado              | Zedillo    | Cevallos  | Cárdenas  | Soto    | González | Aguilar | Pérez   | Lombardo | Madero | Candidatos no registrados | Ninguno   |
| ------------------- | ---------- | --------- | --------- | ------- | -------- | ------- | ------- | -------- | ------ | ------------------------- | --------- |
| Aguascalientes      | 157,736    | 124,484   | 29,236    | 6,518   | 3,794    | 6,610   | 1,320   | 1,271    | 1,048  | 136                       | 7,463     |
| Baja California     | 402,332    | 297,565   | 68,669    | 15,953  | 7,853    | 3,399   | 2,044   | 3,088    | 1,310  | 1,882                     | 18,393    |
| Baja California Sur | 80,097     | 46,907    | 9,463     | 3,905   | 786      | 564     | 386     | 324      | 242    | 35                        | 2,580     |
| Campeche            | 123,225    | 41,910    | 47,640    | 2,935   | 720      | 1,139   | 3,241   | 1,051    | 384    | 433                       | 6,328     |
| Chiapas             | 493,135    | 126,266   | 347,981   | 19,381  | 4,274    | 17,404  | 7,255   | 6,183    | 1,348  | 3,495                     | 63,987    |
| Chihuahua           | 660,874    | 308,590   | 68,251    | 39,901  | 5,102    | 3,615   | 2,702   | 3,300    | 1,424  | 640                       | 28,751    |
| Coahuila            | 359,168    | 226,621   | 97,121    | 17,954  | 3,157    | 14,760  | 5,088   | 2,355    | 816    | 420                       | 15,582    |
| Colima              | 102,903    | 60,338    | 24,157    | 2,882   | 1,316    | 3,448   | 424     | 627      | 1,247  | 548                       | 5,354     |
| Distrito Federal    | 1,873,059  | 1,172,438 | 902,199   | 185,903 | 91,839   | 37,370  | 15,402  | 19,084   | 12,246 | 7,157                     | 98,706    |
| Durango             | 266,837    | 141,818   | 49,793    | 43,351  | 2,466    | 2,712   | 1,950   | 2,181    | 545    | 602                       | 13,833    |
| Guanajuato          | 945,088    | 513,865   | 149,268   | 32,763  | 10,906   | 13,838  | 10,031  | 6,691    | 14,685 | 2,873                     | 57,808    |
| Guerrero            | 385,590    | 74,198    | 266,818   | 9,168   | 2,951    | 13,485  | 7,037   | 4,300    | 2,634  | 1,057                     | 25,973    |
| Hidalgo             | 450,800    | 134,171   | 115,693   | 14,988  | 4,992    | 8,668   | 7,253   | 3,442    | 1,107  | 794                       | 29,754    |
| Jalisco             | 1,050,815  | 1,008,234 | 166,226   | 47,854  | 20,023   | 17,464  | 11,566  | 9,528    | 11,289 | 3,181                     | 59,081    |
| Estado de México    | 2,143,122  | 1,179,422 | 835,135   | 150,186 | 82,171   | 45,385  | 22,075  | 26,053   | 14,193 | 4,481                     | 114,214   |
| Michoacán           | 612,040    | 212,921   | 493,236   | 17,729  | 7,606    | 8,542   | 8,584   | 4,293    | 6,160  | 1,130                     | 36,124    |
| Morelos             | 282,821    | 128,942   | 109,560   | 14,399  | 6,509    | 5,845   | 3,249   | 2,073    | 1,305  | 1,075                     | 14,063    |
| Nayarit             | 179,411    | 59,925    | 50,717    | 8,862   | 1,243    | 1,758   | 1,661   | 2,394    | 310    | 775                       | 9,031     |
| Nuevo León          | 723,629    | 596,820   | 44,413    | 89,387  | 5,860    | 2,917   | 2,874   | 2,409    | 2,144  | 2,193                     | 31,091    |
| Oaxaca              | 509,776    | 131,225   | 276,758   | 17,221  | 5,044    | 9,665   | 12,803  | 10,816   | 1,445  | 891                       | 44,163    |
| Puebla              | 787,493    | 399,942   | 216,200   | 37,141  | 13,263   | 11,750  | 10,850  | 9,493    | 2,885  | 1,196                     | 61,865    |
| Querétaro           | 275,788    | 149,540   | 26,969    | 11,077  | 2,937    | 3,122   | 1,572   | 2,127    | 1,554  | 231                       | 14,419    |
| Quintana Roo        | 112,546    | 62,006    | 26,301    | 2,665   | 1,304    | 1,550   | 902     | 1,026    | 174    | 80                        | 5,522     |
| San Luis Potosí     | 440,601    | 196,351   | 73,523    | 19,705  | 4,546    | 2,980   | 3,701   | 2,537    | 3,192  | 996                       | 26,783    |
| Sinaloa             | 474,882    | 285,207   | 129,025   | 12,059  | 3,982    | 2,973   | 4,383   | 4,098    | 580    | 835                       | 20,680    |
| Sonora              | 361,835    | 330,272   | 111,978   | 33,118  | 2,778    | 2,698   | 1,646   | 1,741    | 961    | 1,066                     | 17,745    |
| Tabasco             | 335,851    | 44,763    | 196,100   | 5,832   | 1,583    | 3,158   | 1,645   | 1,563    | 399    | 293                       | 22,427    |
| Tamaulipas          | 481,595    | 275,989   | 192,900   | 23,916  | 5,155    | 5,307   | 20,502  | 3,301    | 1,604  | 1,357                     | 30,058    |
| Tlaxcala            | 186,126    | 84,582    | 54,029    | 7,799   | 2,862    | 2,120   | 1,819   | 2,138    | 1,887  | 114                       | 9,681     |
| Veracruz            | 1,360,540  | 419,109   | 612,354   | 50,492  | 16,342   | 40,825  | 16,127  | 23,508   | 7,810  | 3,115                     | 93,331    |
| Yucatán             | 251,699    | 195,986   | 15,009    | 3,583   | 2,102    | 1,127   | 799     | 867      | 330    | 84                        | 10,429    |
| Zacatecas           | 310,237    | 116,434   | 45,412    | 21,494  | 1,847    | 1,703   | 1,904   | 2,732    | 677    | 550                       | 13,072    |
| Total               | 17,181,651 | 9,146,841 | 5,852,134 | 970,121 | 327,313  | 297,901 | 192,795 | 166,594  | 97,935 | 43,715                    | 1,008,291 |

## Congreso de la Unión

### Senado de la República
|  | 50.78 % |

|  | 25.73 % |

|  | 16.30 % |

|  | 2.85 % |

|  | 1.28 % |

|  | 1.17 % |

|  | 0.79 % |

|  | 0.63 % |

|  | 0.35 % |

|  | 0.12 % |

|  | 96.95 % |

|  | 3.06 % |

|  | 100.00 % |

|  | 77.20 % |

Fuente: IFE.

### Cámara de Diputados
|  | 51.07 % |

|  | 50.22 % |

|  | 25.36 % |

|  | 25.81 % |

|  | 16.37 % |

|  | 16.65 % |

|  | 2.62 % |

|  | 2.67 % |

|  | 1.38 % |

|  | 1.40 % |

|  | 1.11 % |

|  | 1.13 % |

|  | 0.84 % |

|  | 0.85 % |

|  | 0.68 % |

|  | 0.69 % |

|  | 0.43 % |

|  | 0.44 % |

|  | 0.14 % |

|  | 0.14 % |

|  | 96.76 % |

|  | 96.77 % |

|  | 3.24 % |

|  | 3.23 % |

|  | 100.00 % |

|  | 100.00 % |

|  | 77.43 % |

|  | 75.85 % |

## Galería de objetos de la campaña electoral

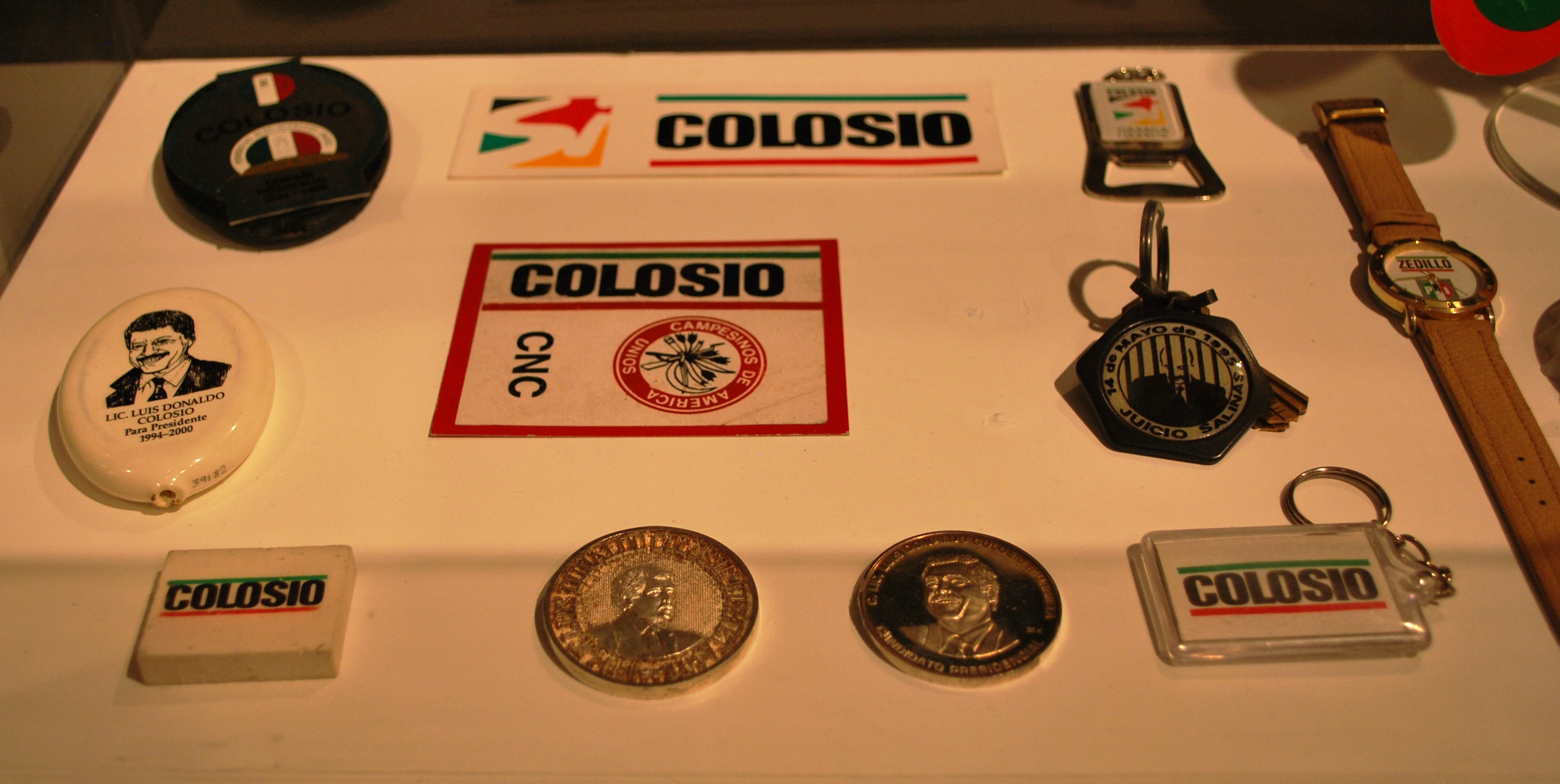
Objetos de la campaña de Colosio
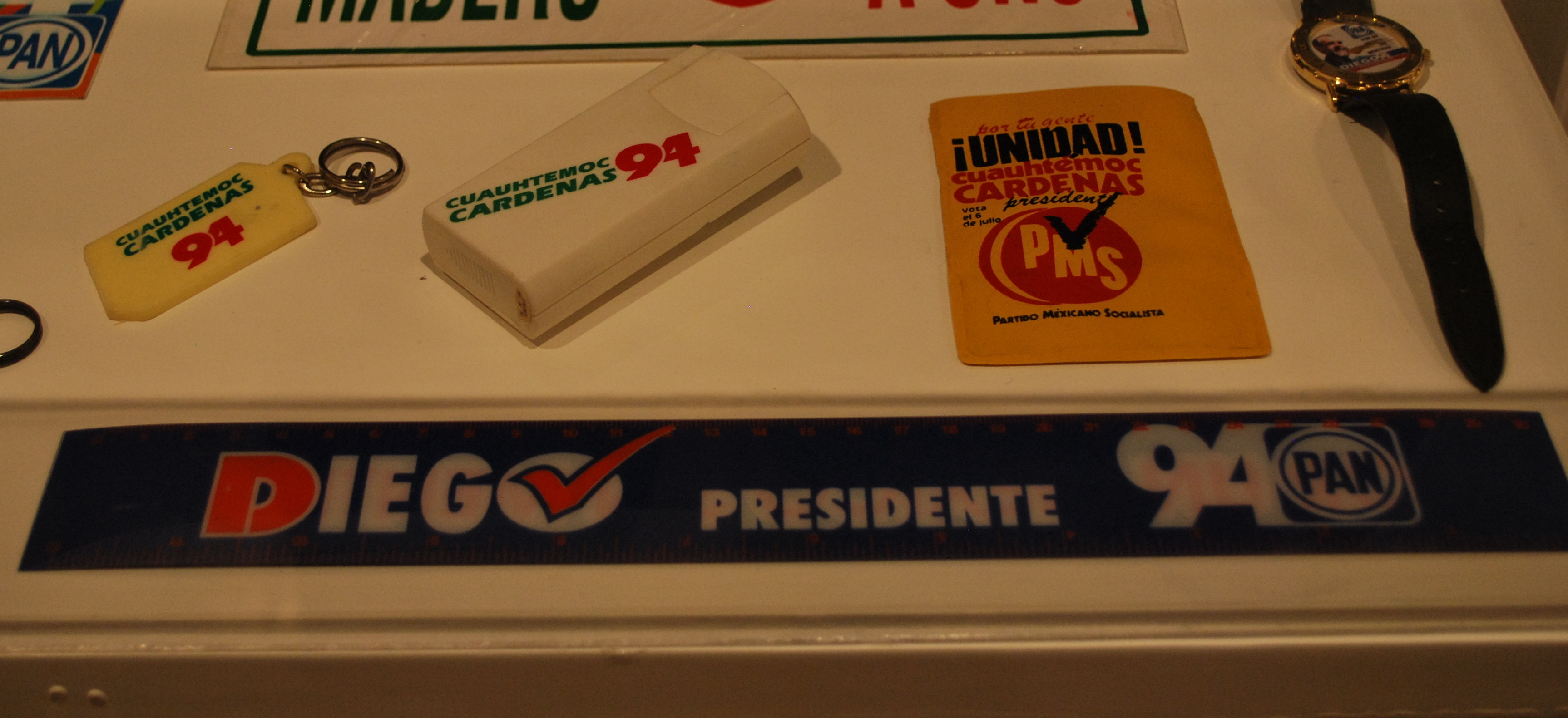
Objetos de las campañas de Fernández de Cevallos (PAN) y Cárdenas (PRD)
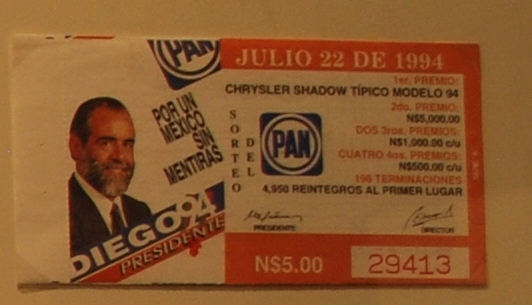
Boleto de una rifa para recaudar fondos para la campaña de Fernández de Cevallos
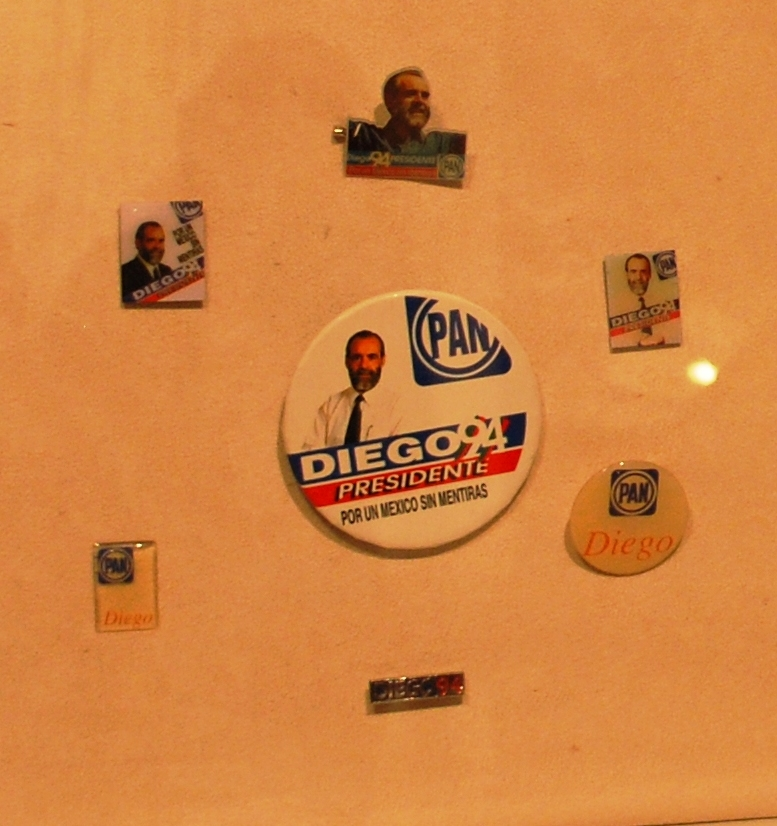
Botones de la campaña de Fernández de Cevallos.
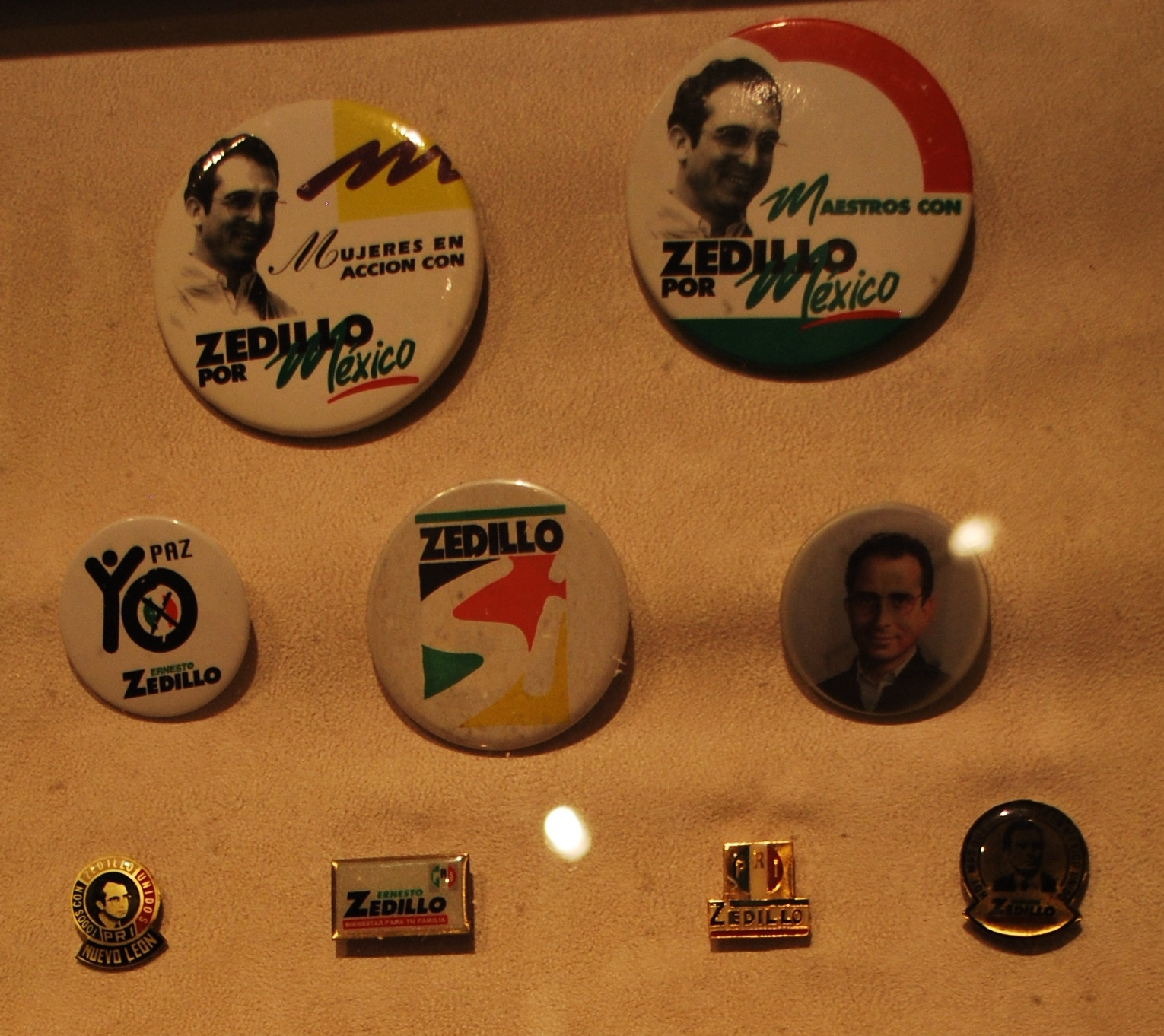
Botones de la campaña de Zedillo
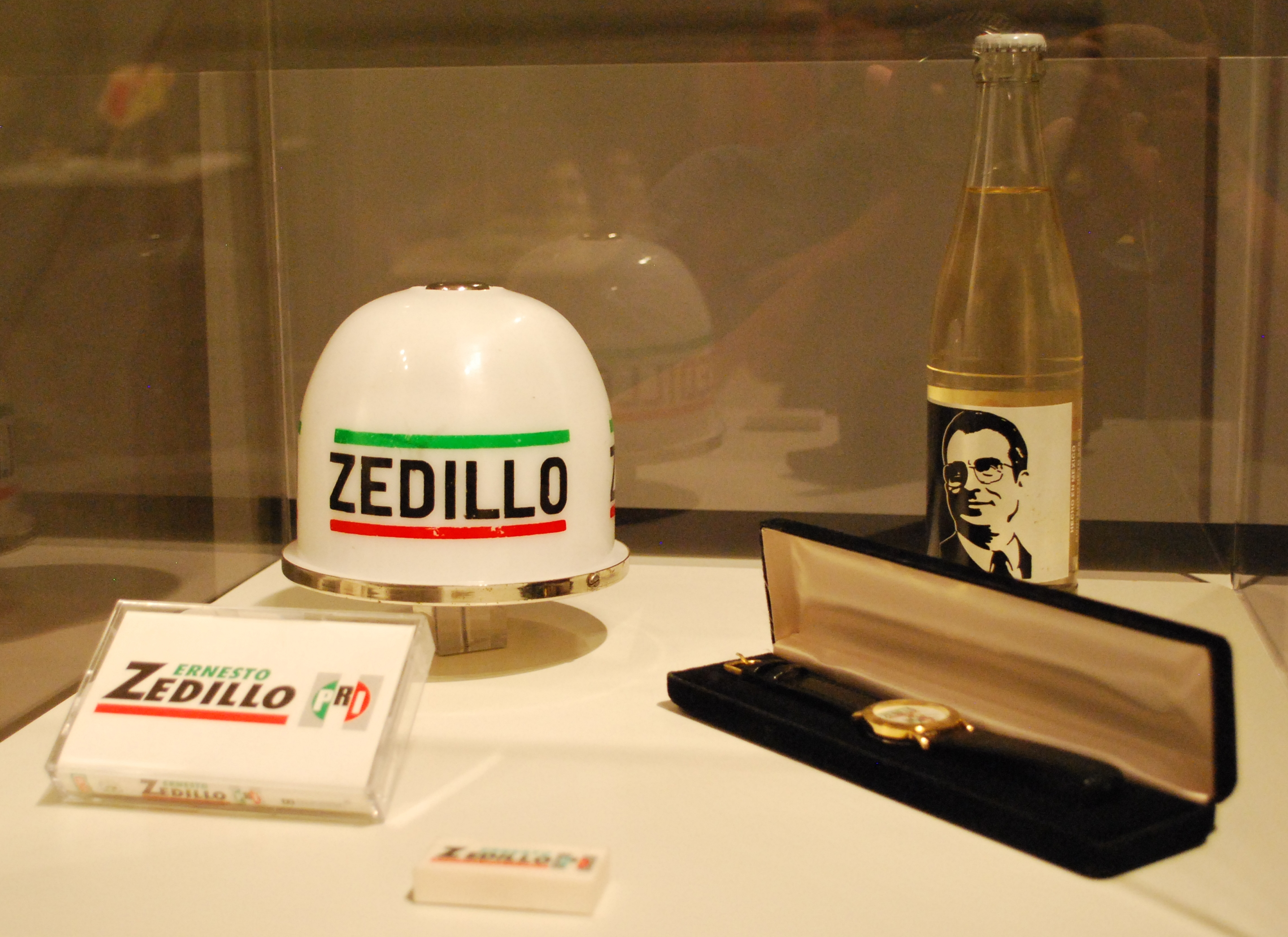
Objetos de la campaña de Zedillo
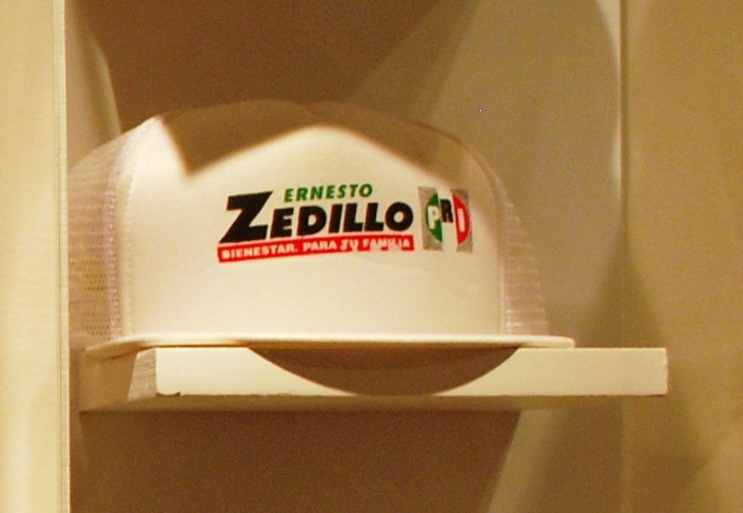
Una gorra de la campaña de Zedillo, con el lema de su campaña: "Bienestar para tu familia"
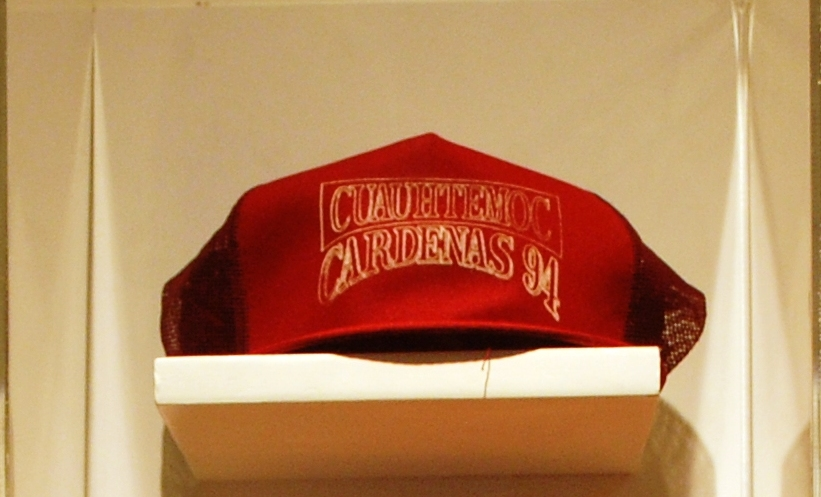
Una gorra de la campaña de Cárdenas
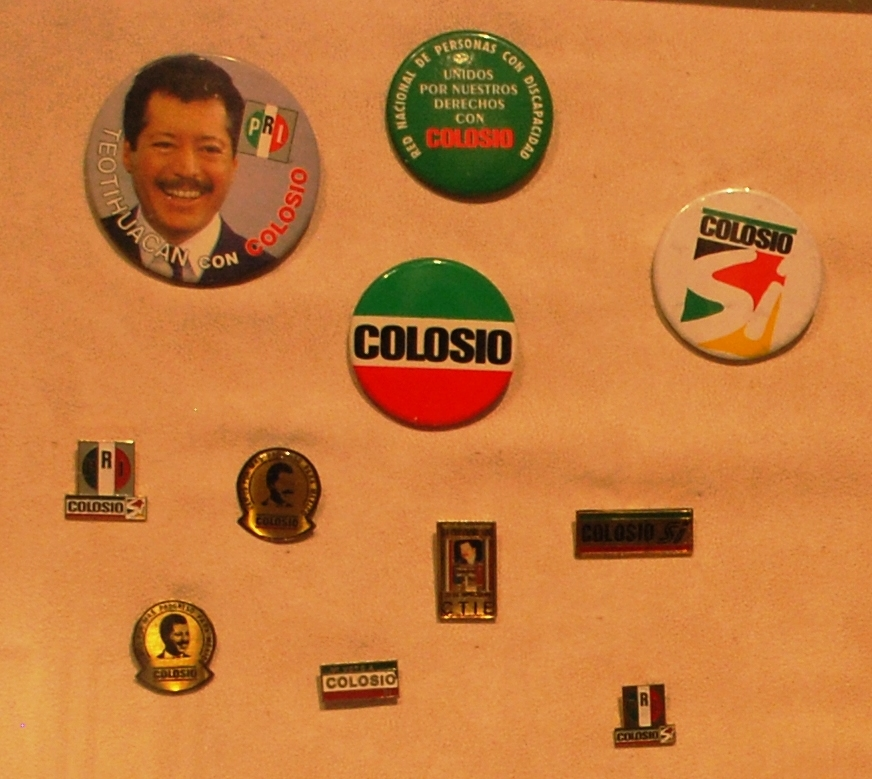
Botones de la campaña de Colosio.
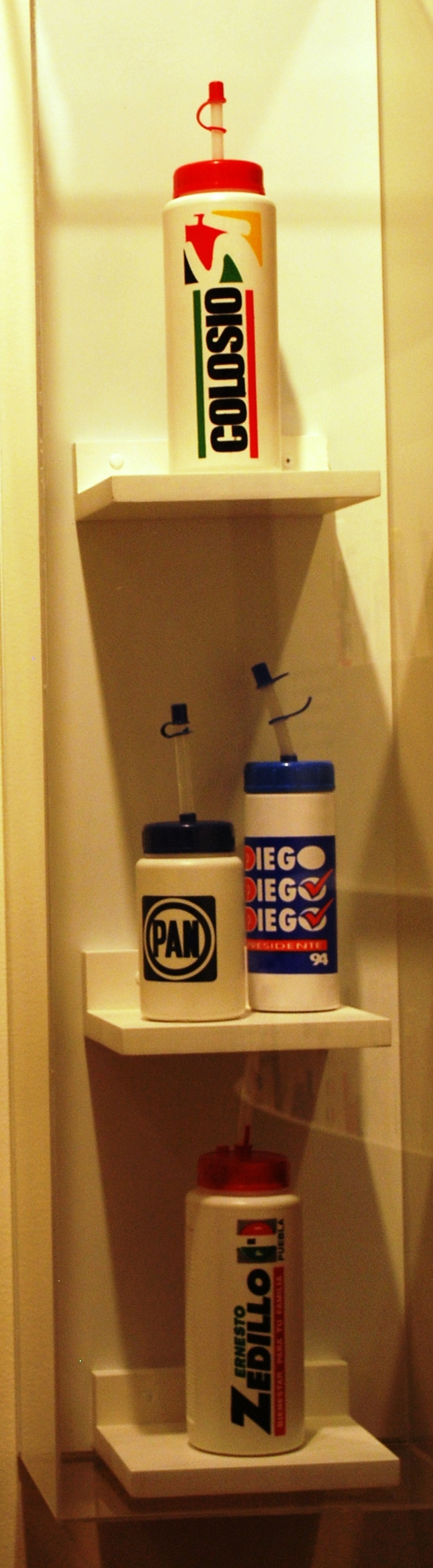
Botellas de agua de las campañas de Colosio, Fernández de Cevallos y Zedillo